# Kazuhiko Shingyoji
Kazuhiko Shingyoji (født 5. februar 1986) er en tidligere japansk fodboldspiller.
Han har spillet for flere forskellige klubber i sin karriere, herunder Mito HollyHock og Blaublitz Akita.